# 1992-es Formula–1 brazil nagydíj
A brazil nagydíj volt az 1992-es Formula–1 világbajnokság harmadik futama.

## Futam
Brazíliában is Mansell és Patrese Williams állt az első sorban, Senna és Berger előtt. A felvezető körben Berger autója nem indult el, ezért a rajtnál a mezőny végéről kellett indulnia. Mansell rosszul rajtolt, ezért Patrese megelőzte, de a brit a 30. körben a box-kiállásokkat követően visszavette a vezetést. Schumacher a 13. körben előzte meg Sennát, hátránya ekkor már 20 másodperc volt. Senna motorhiba miatt a 17. körben kiesett. A Williams Mansellnek és Patresének köszönhetően a harmadik kettős győzelmét ünnepelhette az évadban. Schumacher harmadik, Alesi negyedik, Ivan Capelli ötödik, Michele Alboreto hatodik lett.
| Helyezés | #  | Versenyző            | Csapat/Motor          | Futott körök | Idő/Kiesés oka | Rajthely | Pontszám |
| -------- | -- | -------------------- | --------------------- | ------------ | -------------- | -------- | -------- |
| 1        | 5  | Nigel Mansell        | Williams-Renault      | 71           | 1:36:51,856    | 1        | 10       |
| 2        | 6  | Riccardo Patrese     | Williams-Renault      | 71           | + 29,330       | 2        | 6        |
| 3        | 19 | Michael Schumacher   | Benetton-Ford         | 70           | + 1 kör        | 5        | 4        |
| 4        | 27 | Jean Alesi           | Ferrari               | 70           | + 1 kör        | 6        | 3        |
| 5        | 28 | Ivan Capelli         | Ferrari               | 70           | + 1 kör        | 11       | 2        |
| 6        | 9  | Michele Alboreto     | Footwork-Mugen-Honda  | 70           | + 1 kör        | 14       | 1        |
| 7        | 24 | Gianni Morbidelli    | Minardi-Lamborghini   | 69           | + 2 kör        | 23       |          |
| 8        | 21 | Jyrki Järvilehto     | Dallara-Ferrari       | 69           | + 2 kör        | 16       |          |
| 9        | 30 | Katajama Ukjó        | Larrousse-Lamborghini | 68           | + 3 kör        | 25       |          |
| 10       | 11 | Mika Häkkinen        | Lotus-Ford            | 67           | + 4 kör        | 24       |          |
| Kiesett  | 15 | Gabriele Tarquini    | Fondmetal-Ford        | 62           | Motorhiba      | 19       |          |
| Kiesett  | 16 | Karl Wendlinger      | March-Ilmor           | 55           | Kuplung        | 9        |          |
| Kiesett  | 23 | Christian Fittipaldi | Minardi-Lamborghini   | 54           | Váltó          | 20       |          |
| Kiesett  | 3  | Olivier Grouillard   | Tyrrell-Ilmor         | 52           | Motorhiba      | 17       |          |
| Kiesett  | 26 | Érik Comas           | Ligier-Renault        | 42           | Váltó          | 15       |          |
| Kiesett  | 12 | Johnny Herbert       | Lotus-Ford            | 36           | Kicsúszás      | 26       |          |
| Kiesett  | 25 | Thierry Boutsen      | Ligier-Renault        | 36           | Ütközés        | 10       |          |
| Kiesett  | 33 | Maurício Gugelmin    | Jordan-Yamaha         | 36           | Váltó          | 21       |          |
| Kiesett  | 20 | Martin Brundle       | Benetton-Ford         | 30           | Ütközés        | 7        |          |
| Kiesett  | 22 | Pierluigi Martini    | Dallara-Ferrari       | 24           | Kuplung        | 8        |          |
| Kiesett  | 29 | Bertrand Gachot      | Larrousse-Lamborghini | 23           | Felfüggesztés  | 18       |          |
| Kiesett  | 4  | Andrea de Cesaris    | Tyrrell-Ilmor         | 21           | Motorhiba      | 13       |          |
| Kiesett  | 1  | Ayrton Senna         | McLaren-Honda         | 17           | Motorhiba      | 3        |          |
| Kiesett  | 2  | Gerhard Berger       | McLaren-Honda         | 4            | Elektronika    | 4        |          |
| Kiesett  | 10 | Szuzuki Aguri        | Footwork-Mugen-Honda  | 2            | Motorhiba      | 22       |          |
| Kiesett  | 32 | Stefano Modena       | Jordan-Yamaha         | 1            | Váltó          | 12       |          |
| NK       | 14 | Andrea Chiesa        | Fondmetal-Ford        |              |                |          |          |
| NK       | 17 | Paul Belmondo        | March-Ilmor           |              |                |          |          |
| NK       | 7  | Eric van de Poele    | Brabham-Judd          |              |                |          |          |
| NK       | 8  | Giovanna Amati       | Brabham-Judd          |              |                |          |          |
| NeK      | 34 | Roberto Moreno       | Moda-Judd             |              |                |          |          |

## A világbajnokság élmezőnyének állása a verseny után
| H  | Versenyzők         | Pont | H  | Konstruktőrök    | Pont |
| -- | ------------------ | ---- | -- | ---------------- | ---- |
| 1. | Nigel Mansell      | 30   | 1. | Williams-Renault | 48   |
| 2. | Riccardo Patrese   | 18   | 2. | Benetton-Ford    | 11   |
| 3. | Michael Schumacher | 11   | 3. | McLaren-Honda    | 9    |
| 4. | Gerhard Berger     | 5    | 4. | Ferrari          | 5    |
| 5. | Ayrton Senna       | 4    | 5. | Lotus-Ford       | 2    |

## Statisztikák
Vezető helyen:
- Riccardo Patrese: 31 (1-31)
- Nigel Mansell: 40 (32-71)

Nigel Mansell 24. győzelme, 19. pole-pozíciója, Riccardo Patrese 11. leggyorsabb köre.
- Williams 54. győzelme.